# Neoguraleus sandersonae
Neoguraleus sandersonae é uma espécie de gastrópode do gênero Neoguraleus, pertencente a família Mangeliidae.